# Kavkazskij
Kavkazskij (in russo Кавказский?) è un villaggio della Repubblica autonoma della Karačaj-Circassia, nel Caucaso, centro amministrativo del rajon Prikubanskij.
Il villaggio si trova 12 km a est della periferia di Čerkessk.